# Юхары-Чайкенд
Юхары Чайкенд (азерб. Yuxarı Çaykənd) (до 1991 года Барсум) — село в Шамкирском районе Азербайджана.

## География
Расположено к юго-востоку от города Шамкир.

## История
В селе живут азербайджанские беженцы из Армении. До Карабахского конфликта село имело армянское население. В ходе конфликта село было разрушено, позже восстановлено. Вблизи Юхары Чайкенда находится село Ашагы Чайкенд (бывший Барум).
По данным конца XIX века Барсум являлся армянским селом Елизаветпольского уезда, Елизаветпольской губернии. По переписи 1897 года, в селе жили 1340 человек, все — армяне. По данным «Кавказского календаря» на 1915 год население села составляло 2000 человек.
В 1990 году переименовано в Юхары Чайкенд.

## Известные уроженцы
- Епрем Давыдович Давтян (Епрем-хан) — персидский революционер-конституционалист армянского происхождения, главнокомандующий Вооруженными силами Персидского временного правительства.